# Antonello Savelli

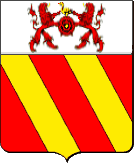
Stemma famiglia Savelli

Antonello Savelli (1450 – aprile 1498) è stato un condottiero italiano.

## Biografia
Membro della famiglia romana dei Savelli, era figlio di Cristoforo Savelli e zio di Troilo.
Da giovane combatté nelle dispute interne tra le famiglie baronali della città. Nel 1482, insieme ai Colonna, combatté contro Girolamo Riario, nipote di papa Sisto IV, che scomunicò Antonello.
I suoi feudi laziali di Albano, Castel Savello, Castelgandolfo e Ariccia furono assediati ed espropriati da Paolo Orsini. Antonello rispose attaccando il feudo Orsini di Marino, ma fu sconfitto e ferito. La stessa impresa si ripeté quando assediò Grottaferrata. Chiese la pace con il papa, ma quando quest'ultimo morì nel 1484 il suo sostegno all'elezione di Innocenzo VIII gli garantì il ruolo di generale pontificio nella guerra contro il Regno di Napoli. Nel 1491 sconfisse i Baglioni a Corciano.
Appoggiò il re Carlo VIII di Francia nella sua spedizione in Italia, ma in seguito, quando il re francese tornò verso nord lasciandolo nella cittadella di Napoli, la cedette senza resistenza al re d'Aragona.
Morì nel 1498 per una ferita riportata nella guerra baronale contro gli Orsini.

## Discendenza
Antonello sposò Virginia Orsini.